# Comarca's van Baskenland
De comarca's van Baskenland zijn de bestuurlijke onderverdelingen van de Spaanse autonome regio Baskenland in comarca's (Spaans meervoud: comarcas), vaak op natuurlijke grenzen gebaseerde oude bestuurlijke entiteiten ruwweg vergelijkbaar met het Amerikaanse county of het Britse shire.

## Comarca's van Baskenland
| #  | Comarca                              | Hoofdstad             | Provincie   |
| -- | ------------------------------------ | --------------------- | ----------- |
| 1  | Cuadrilla de Añana                   | Rivabellosa           | Álava/Araba |
| 2  | Cuadrilla de Vitoria                 | Vitoria-Gasteiz       | Álava/Araba |
| 3  | Cuadrilla de Ayala                   | Llodio                | Álava/Araba |
| 4  | Cuadrilla de Laguardia-Rioja Alavesa | Laguardia             | Álava/Araba |
| 5  | Cuadrilla de Salvatierra             | Salvatierra/Agurain   | Álava/Araba |
| 6  | Cuadrilla de Campezo-Montaña Alavesa | Santa Cruz de Campezo | Álava/Araba |
| 7  | Cuadrilla de Zuia                    | Murguía               | Álava/Araba |
| 8  | Bidasoa-Txingudi                     | Irun                  | Gipuzkoa    |
| 9  | Donostialdea                         | San Sebastian         | Gipuzkoa    |
| 10 | Tolosaldea                           | Tolosa                | Gipuzkoa    |
| 11 | Goierri                              | Beasain               | Gipuzkoa    |
| 12 | Urola-Kosta                          | Zarautz               | Gipuzkoa    |
| 13 | Debabarrena                          | Eibar                 | Gipuzkoa    |
| 14 | Debagoiena                           | Arrasate              | Gipuzkoa    |
| 15 | Gran Bilbao                          | Bilbao                | Biskaje     |
| 16 | Durangaldea                          | Durango               | Biskaje     |
| 17 | Lea-Artibai                          | Ondarroa              | Biskaje     |
| 18 | Busturialdea                         | Guernica              | Biskaje     |
| 19 | Uribe                                | [[]]                  | Biskaje     |
| 20 | Encartaciones                        | Zalla                 | Biskaje     |
| 21 | Arratia-Nervión                      | [[]]                  | Biskaje     |